# Émeutes de Soweto
Les émeutes de Soweto regroupent une série de manifestations qui ont commencé le matin du 16 juin 1976 et menées par des élèves noirs de l'enseignement public secondaire en Afrique du Sud avec l'appui du mouvement de la Conscience noire. Ces manifestations ont consisté en une protestation dans les rues de Soweto contre l'introduction de l'afrikaans comme langue officielle d'enseignement à égalité avec l'anglais dans les écoles locales. Pour disperser la foule, la police tire à balles réelles, entraînant plusieurs morts. Des statistiques estiment que 20 000 élèves ont participé à ces manifestations assorties des centaines morts lors de la répression policière. Le 16 juin est devenu en 1994 un jour férié en tant que journée de la jeunesse,.

## Contexte et origines de la protestation
Soweto est une banlieue noire située à 24 km au sud-ouest de Johannesburg dans la province du Transvaal (aujourd'hui situé dans le Gauteng).
En 1976, l'Afrique du Sud est régie par les lois de l'apartheid mises en place dans le pays à partir de 1949.
L'origine des manifestations qui allaient tourner à l'émeute est un décret de 1974, signé par M.C. Botha, ministre de l'Administration, du Développement et de l'Éducation bantoue, disposant que l'afrikaans serait la langue de l'enseignement à égalité avec l'anglais dans toutes les écoles noires. Le directeur régional de l'éducation bantoue pour le nord Transvaal, J.G. Erasmus, informa alors les directeurs des écoles que, dès le 1er janvier 1975, l'afrikaans serait alors la langue d'enseignement pour les mathématiques, l'arithmétique et les études sociales de niveau cinq (7e année). L'anglais serait la langue d'enseignement pour les sciences en général et les sujets pratiques (arts ménagers, couture, menuiserie, ferronnerie, art, sciences agricoles). Les langues autochtones ne seraient utilisées dès lors que pour l'enseignement religieux, la musique et la culture physique.
L'association de l'afrikaans à l'apartheid avait incité les noirs d'Afrique du Sud à préférer l'anglais, y compris dans les bantoustans où l'anglais avait le statut de langue officielle aux côtés des langues autochtones. En outre, l'anglais était préféré car elle était une langue internationale utilisée également dans le commerce et l'industrie. Le décret de 1974 était destiné à renverser le déclin de l’apprentissage et de l'utilisation de l'afrikaans dans la jeune population noire et de se conformer à l'obligation constitutionnelle faites également aux écoles blanches de prodiguer un enseignement dans les langues anglaises et afrikaans. Dans les faits, les écoliers et étudiants blancs sont globalement enseignés dans leur langue maternelle du fait de l'homogénéité linguistique des habitants des quartiers où ils habitent et des écoles qu'ils fréquentent.
Pour justifier le décret, Punt Janson, le vice-ministre de l'Éducation bantoue déclarait qu' « un homme noir peut avoir à travailler dans une ferme ou dans une usine. Il peut avoir à travailler pour un employeur anglophone ou de langue afrikaans et il doit pouvoir comprendre ses instructions. Pourquoi devrions-nous commencer maintenant à se quereller à propos de la langue d'enseignement pour les personnes de race noire ? … Non, je ne les ai pas consultés et je ne vais pas les consulter. J'ai consulté la Constitution de la République d'Afrique du Sud ».
Le nouveau décret est mal accepté par les populations concernées ainsi que par l'Association des enseignants africains qui considèrent que l'afrikaans est « la langue de l'oppresseur ».
Le 30 avril 1976, les enfants de l'école junior d'Orlando-Ouest, un quartier de Soweto, se mettent en grève, refusant d'aller à l'école. Leur mouvement s'étend alors durant le mois de mai à d'autres écoles de Soweto pour demander le même traitement que les écoliers blancs. Le 13 juin, un comité d'action est constitué qui décide d'organiser un grand rassemblement pour le 16 juin.

## La journée du 16 juin 1976
Le mercredi 16 juin 1976, avec le soutien du mouvement de la Conscience noire, entre 10 000 et 20 000 écoliers et étudiants noirs se rassemblent dans la matinée pour protester contre l'obligation qui leur est faite de suivre l'enseignement en afrikaans. Ils se réunissent autour de banderoles et ont pour but de protester et d'exprimer leurs opinions pacifiquement ainsi que d'éviter tout affrontement avec la police. Beaucoup de ceux qui vont manifester ne savaient même pas d'ailleurs qu'ils allaient le faire quand ils sont arrivés à l'école le matin. Le défilé, planifié par le comité d'action de Soweto, doit les emmener de leurs écoles au Orlando Stadium. Les manifestants sont munis de pancartes conspuant l'afrikaans, le Premier ministre John Vorster et célébrant l'Azanie (le nom que les mouvements africanistes donnent alors à l'Afrique du Sud). Les autorités n'ont dépêché sur place qu'une cinquantaine de policiers à qui le ministre de la Justice, Jimmy Kruger, a ordonné de rétablir l'ordre à tout prix et d'user de tous les moyens pour disperser les manifestants.
Les défilés partis d'une vingtaine d'écoles finissent par converger mais se retrouvent bloqués par une barricade de la police dressée sur leur itinéraire. Le défilé est dévié mais continue son chemin vers le stade, longeant le lycée d'Orlando. Alors que des forces anti-émeutes, sollicitées en renfort par les forces de police sur place, sont en route depuis Johannesburg pour rejoindre Soweto, les évènements s'enchainent rapidement, déclenchés a priori par plusieurs jets de pierre lancés par quelques élèves contre les policiers alors que la majorité des manifestants continuent de défiler pacifiquement. Ordonnant alors sans être entendu la dispersion de la foule, le colonel Kleingeld, l'officier de police chargé du maintien de l'ordre à Orlando, tire un premier coup de feu, provoquant la panique et le chaos alors que les tirs de gaz lacrymogènes s'enchaînent . L'un des premiers manifestants à être abattu est Hector Pieterson (sans doute tué par Kleingeld lui-même), devenant plus tard l’icône du soulèvement. La photo, prise par Sam Nzima, sur laquelle il est porté par un camarade de classe, Mbuyisa Makhubo, fit plus tard le tour du monde,. Sur les 23 morts répertoriés ce jour du 16 juin, 21 sont des Noirs. Deux membres blancs du conseil d'administration des townships ont été tués, victimes de la foule en colère. L'un des deux est le Dr Melville Edelstein (en), qui avait consacré sa vie à l'aide sociale et qui a été lapidé à mort. Peter Magubane qui retrouva son corps dira que « s'ils avaient su qui il était, cela ne serait jamais arrivé ».
Les cliniques d'urgence sont rapidement inondées d'enfants blessés et ensanglantés. Les médecins refusent cependant de donner à la police les noms des personnes avec des blessures par balles, falsifiant les registres en mentionnant abcès à la place.
Le 17 juin, pour faire face à l'escalade de la violence contre les magasins et les bâtiments publics, des véhicules blindés et 1 500 agents de police lourdement armés de fusils automatiques, de pistolets paralysants et de carabines sont déployés à Soweto tandis que des hélicoptères de surveillance patrouillent dans le ciel. La South African Defence Force est mise en alerte. Durant plusieurs nuits, des véhicules sont incendiés dans les townships de Johannesburg, dont une cinquantaine de bus.

## Conséquences
Les émeutes se propagent rapidement à plusieurs townships du pays (Tembisa, Kagiso (en)) et même certaines villes blanches sont touchées par des manifestations. À Johannesburg, 300 étudiants blancs de l'université du Witwatersrand défilent dans le centre-ville pour protester contre la répression meurtrière à l'encontre des écoliers de Soweto. De nombreux travailleurs noirs se mettent également en grève. Au Natal, plusieurs bâtiments de l'université du Zoulouland (en) sont incendiés. Si la violence ne cesse à Soweto que le 18 juin, le reste du pays est gagné par les émeutes. En août, 33 personnes sont tués lors d'incidents à Port Elizabeth tandis que 92 personnes sont tuées dans les townships du Cap entre août et septembre.
La répression du gouvernement est sévère et les chefs des partis noirs comme celui de la Conscience noire, Steve Biko, sont arrêtés. Ce dernier meurt en prison le 12 septembre 1977 (son autopsie révèlera que de violents coups ont été portés à sa tête). Parmi les mouvements anti-apartheid, le Congrès national africain (ANC) bénéficie d'une recrudescence de nouveaux militants. L'ANC apparait comme l'organisme le mieux structuré pour canaliser et organiser les étudiants. Son discours multiracial et non africaniste permet également d'atteindre une audience qui dépasse la seule communauté noire d'Afrique du Sud.
Si le bilan est officiellement dans un premier temps de 23 morts et 220 blessés, le bilan total n'est qu'approximatif. On parle de plusieurs centaines de morts, et on avance parfois 575 morts dont 570 Noirs.
En juillet 1976, pour calmer les protestations, le gouvernement retire le décret sur l'enseignement en afrikaans. En 1979, une nouvelle loi sur l'éducation fait de l'anglais la langue principale d'enseignement dans les écoles publiques noires à partir de la cinquième année de scolarité.
La répercussion médiatique internationale du soulèvement de Soweto, ainsi que sa répression, est à l'origine de l'adoption par l'ONU en 1977, d'un embargo sur les ventes d'armes à destination de l'Afrique du Sud. Les émeutes ont aussi des répercussions économiques, affectant le rand sud-africain et amorçant un début de boycott de l'Afrique du Sud, à la fois politique et économique qui culminera au milieu des années 1980. À aucun moment, les gouvernements sud-africains de John Vorster puis de Pieter Botha n'arriveront à restaurer la stabilité politique et sociale qu'avait connu le pays durant 10 ans entre 1965 et 1975 ni le niveau de croissance économique des années 1950 et 1960. L'appel au boycott des écoles par les mouvements anti-apartheid créera également une génération sacrifiée de jeunes non scolarisés, non qualifiés et difficilement intégrables dans la société post-apartheid.
Si les élèves de Soweto se sont élevés en 1976 pour le droit à un enseignement en anglais et dans leur langue maternelle, dans les années 2000 et 2010, ce sont les syndicats d'enseignants, les élèves et les parents d'élèves de langue afrikaans ainsi que les associations qui les représentent qui à leur tour contesteront, par voie administrative, et parfois avec succès comme à Fochville en 2014, pour garder le droit d'être scolarisé dans leur langue maternelle et non en anglais.

## Hommages
Depuis 1991, la journée de l’enfant africain est organisée chaque année le 16 juin sur tout le continent africain, en souvenir du massacre des enfants à Soweto. C'est aussi la Journée de la jeunesse (Youth Day) en Afrique du Sud et cette date coïncide avec la date de naissance de Zakumi, mascotte officielle pour la Coupe du monde de football de 2010.
Le musée Hector Pieterson à Soweto, inauguré le 16 juin 2002, commémore les événements.

## Adaptation cinématographique
Les émeutes de Soweto ont été mises en scène à la fin du film Cry Freedom de Richard Attenborough et en 1992 dans la comédie musicale Sarafina ! de Darrell Roodt. Elles apparaissent aussi au début du film Une saison blanche et sèche de Euzhan Palcy en 1989.